# Can Batista (Bordils)
Can Batista és una obra de Bordils (Gironès) inclosa a l'Inventari del Patrimoni Arquitectònic de Catalunya. El nom prové d'un antic propietari. La casa data del 1584. Abans era coneguda com a «can Salom».

## Descripció
És una masia de planta rectangular, estructurada en tres crugies perpendiculars a la façana principal. La coberta és de teula àrab a dues vessants. Es desenvolupa en planta baixa i dos pisos. Les obertures de la segona planta responen a les darreres reformes dutes a terme a l'edifici, que juntament amb altres modificacions efectuades, com el balcó corregut al primer pis de la façana principal i la modificació de les proporcions d'altres obertures que alteren la puresa de la tipologia inicial. L'exterior és rebatut i pintat de color blanc.
El porxo és un edifici de planta rectangular amb parets de pedra morterada i carreus ben tallats a les cantonades. La coberta és feta de cairats, llates i teula àrab, a dues vessants. Hi ha un pilar central a la façana amb un senzill capitell al damunt, construït amb carreus bisellats, que suporta una gran biga de fusta col·locada transversalment que suporta la coberta.
A la part superior de la façana principal hi ha un rellotge de sol datat l'any 1946.